# Masaryk Station Development
Masaryk Station Development, a.s. (MSD) je česká developerská společnost, známá především díky smlouvě s Českými drahami o zřízení předkupního práva na nákup pozemků v lokalitě Praha Masarykovo nádraží. Majoritním vlastníkem je skupina Penta Investments registrovaná na ostrově Jersey.
Společnost byla založena 30. června 2004, zápis do obchodního rejstříku proběhl 7. října 2004. Majoritním vlastníkem MSD je akciová společnost Masaryk Station Investment (MSI) s podílem 66 %, zbývajících 34 % vlastní České dráhy. Vlastníky MSI byli ING Real Estate Development CR, s.r.o. (34 %), SUDOP Group a.s. (33 %) a Morávka centrum a.s. (33 %). V roce 2010 ING svůj podíl prodala za 28 milionů korun zbývajícím dvěma akcionářům, jejichž podíly vzrostly z 33 % na 50 %.
Na konci roku 2009 byly závazky MSD vyšší než účetní hodnota aktiv, vlastní kapitál činil -5,8 milionu korun.